# Neanura judithae
Espèce
Neanura judithae est une espèce de collemboles de la famille des Neanuridae.

## Distribution
Cette espèce est endémique de Pologne. Elle se rencontre dans les Tatras

## Description
Neanura judithae mesure de 0,55 à 1,65 mm.

## Étymologie
Cette espèce est nommée en l'honneur de Judith Najt.

## Publication originale
- Smolis & Deharveng, 2017 : Neanura judithae n. sp from Polish Carpathians, with an updated and illustrated key to all species of the genus Neanura MacGillivray, 1893 (Collembola: Neanuridae). Zoosystema, vol. 39, no 1, p. 37-47.